# Miki Volek
Michael „Miki“ Volek (21. května 1943 Uherské Hradiště – 14. srpna 1996 Praha), zvaný též Mickey, rodným jménem Michal Vítězslav Volek, byl český rokenrolový zpěvák, kytarista, pianista, skladatel a showman, přezdívaný král českého rokenrolu.

## Život
Narodil se roku 1943 v Uherském Hradišti jako jedináček do rodiny armádního důstojníka Václava Volka a jeho ženy Ludmily. Otec, syn kováře z Měšic a Dražic u Tábora, přišel na Moravu v roce 1936 k 27. pěšímu pluku, a s Ludmilou Furyovou, dcerou z místní úřednické rodiny, se zde oženil v roce 1939.
Ještě než Michal dosáhl školního věku, začala se rodina opakovaně stěhovat spolu s tím, jak Václav Volek po druhé světové válce měnil působiště. Někdy uváděné tvrzení, že byl Volkův otec v Praze zaměstnán u Hradní stráže, je však nejspíše mýtus. V roce 1958 zakotvila rodina natrvalo v Praze, téhož roku byl ale Volkův otec pro problémy s alkoholismem předčasně propuštěn z armády. Zemřel roku 1969 jako chodec při dopravní nehodě, při návratu z hospody v opilosti. Michal tak od svých 26 let žil již pouze se svou matkou, s níž ho poutal velmi blízký vztah a která v něm také probudila zájem o hudbu. V dětství se učil hrát na kytaru a klavír.
Existují dohady, že biologickým otcem Volka by mohl být spisovatel František Kožík, se kterým měla jeho matka v době okolo Michalova narození velmi úzký přátelský vztah. Ten na přímý dotaz tuto tezi sice odmítl potvrdit, svoji odpověď ale formuloval tak, že to z ní vyplývá jako dobře možné.
Jeho zájem o rokenrol vzbudil roku 1956 článek o Elvisi Presleym v časopise Dikobraz, ve kterém se psalo o „novém úpadkovém hudebním stylu, vzniklém v prohnilém imperialismu“. Původně se domníval, že rokenrol vznikl v západním Německu, neboť mu jeho první rokenrolové desky věnovala teta z Lince. Na jeho omyl jej upozornil o nějaký čas později Pavel Sedláček.

## Hudební kariéra

### První kapela
V roce 1960 začal Miki Volek vystupovat s kapelou Crazy Boys, ve které hrál na sólovou kytaru a zpíval doprovodné vokály. Dalšími členy kapely byli i pozdější klávesista Olympicu Mirek Berka a hudebník Ladislav Štaidl. Na vystoupení Crazy Boys na reprezentativním koncertu divadla Semafor přišly do paláce Lucerna tři tisíce diváků. Po skončení jejich produkce nechtěli diváci Volka pustit z pódia. Roku 1963 odešel Miki Volek, tehdy už jako hlavní zpěvák kapely, dobrovolně do psychiatrické léčebny, aby nemusel nastoupit na vojnu, a Crazy Boys se rozpadli.

### Zlatá éra
Po propuštění z léčebny ještě téhož roku začal hrát s kapelou Olympic, se kterou nahrál své první gramofonové desky a vystupoval v hudebním pásmu Ondráš podotýká divadla Semafor. Období kolem poloviny šedesátých let byla Volkova zlatá éra a stal se hvězdou srovnávanou s Waldemarem Matuškou, Evou Pilarovou nebo Karlem Gottem. Jeho nekonformní vystupování a neznalost angličtiny mu ztížily přístup do nahrávacích studií a do rozhlasu. V této době se začaly naplno projevovat zpěvákovy sklony k alkoholismu a užívání drog (fenmetrazin a jiné medikamenty) poté, co od samého začátku jeho vystupování se jeho matka snažila pomáhat mu udržovat výkonnost pomocí dopujících léků, nad čímž postupem času ztrácel kontrolu. Od roku 1965 kvůli rozdílnému názoru Petra Jandy na další vývoj kapely v Olympicu pouze hostoval. Roku 1966 odešel z kapely natrvalo a začal vystupovat se skupinou Old Stars, následujícího roku dostal angažmá v divadle Semafor v hudebním pásmu Tak co, pane barone, kde mu Jiří Suchý a Jiří Šlitr nechali prostor i pro vlastní tvorbu. Volek např. zpíval svou skladbu Domovnice, kterou Jiří Černý nasadil i do populární rozhlasové hitparády Houpačka, kde však neuspěla. Od roku 1968 zpíval v kapele Mickey & The Samuels Petra Kaplana.

### Politicko-kriminální intermezzo
Roku 1969 odjel na turné s Mickey and the Samuels do Západního Berlína. Měli propustky a mohli volně přecházet mezi východní a západní částí města. V Západním Berlíně si zakoupili zábavné publikace a plakáty, ale i tiskoviny o pražském jaru 1968, což bylo při hraniční kontrole klasifikováno jako protirežimní. Na základě tohoto nálezu byl spolu se svým přítelem fotografem Aloisem Valentou zatčen, půl roku byli drženi a vyslýcháni ve vazbě v Berlíně a následně odsouzeni k jedenapůlročnímu trestu odnětí svobody ve věznici v Drážďanech za protistátní štvaní. Po třinácti měsících byli Volek a Valenta za doprovodu Stasi přepraveni zpět do Československa. Poté byl dotlačen k podpisu spolupráce s StB jako informant. Své zprávy o prominentních osobnostech české kultury ovšem podával takovým způsobem, že byl z této služby po roce pro „nepoužitelnost“ propuštěn.

### Závěr kariéry
Přelom sedmdesátých a osmdesátých let znamenal pro Mikiho Volka konec hudební kariéry. V letech 1976–1979 sice poměrně úspěšně vystupoval s kapelou Transit, celkově však na něj doléhaly následky užívání drog a alkoholu. Počátkem osmdesátých let se oženil a začal dálkově studovat na Filozofické fakultě Univerzity Karlovy. Manželství se však kvůli Volkovým drogovým a alkoholovým příhodám brzy rozpadlo a studií na vysoké škole rovněž zanechal. V roce 1984 natočil své první a jediné sólové album nazvané Miki Volek. Miki Volek? Miki Volek!.
| „                                                  | rock'n'roll z nás nikdo nepřežije tak aspoň chci jeho rytmus mít | “ |
| — Michal Bukovič, text Volkovy písně A mně se líbí |                                                                  |   |

Závislost na omamných látkách se postupně začala projevovat na zpěvákově zdravotním stavu. Počátkem devadesátých let kvůli nedostatku peněz prodal svůj klavír, obrazy, psací stroj a kytaru. Nakonec přišel i o byt, ve kterém bydlel. Jeho politickým idolem se stal Miroslav Sládek.
Na sklonku života se začal stýkat se skupinkou mladých lidí. Mezi těmito jeho přáteli byl i tehdy ještě student FAMU Filip Menzel, který s ním natočil amatérský dokumentární film. Tento snímek se stal později základem dokumentu Igora Chauna Nesmrtelný život a smrt Mikiho Volka, rokenrolového krále.

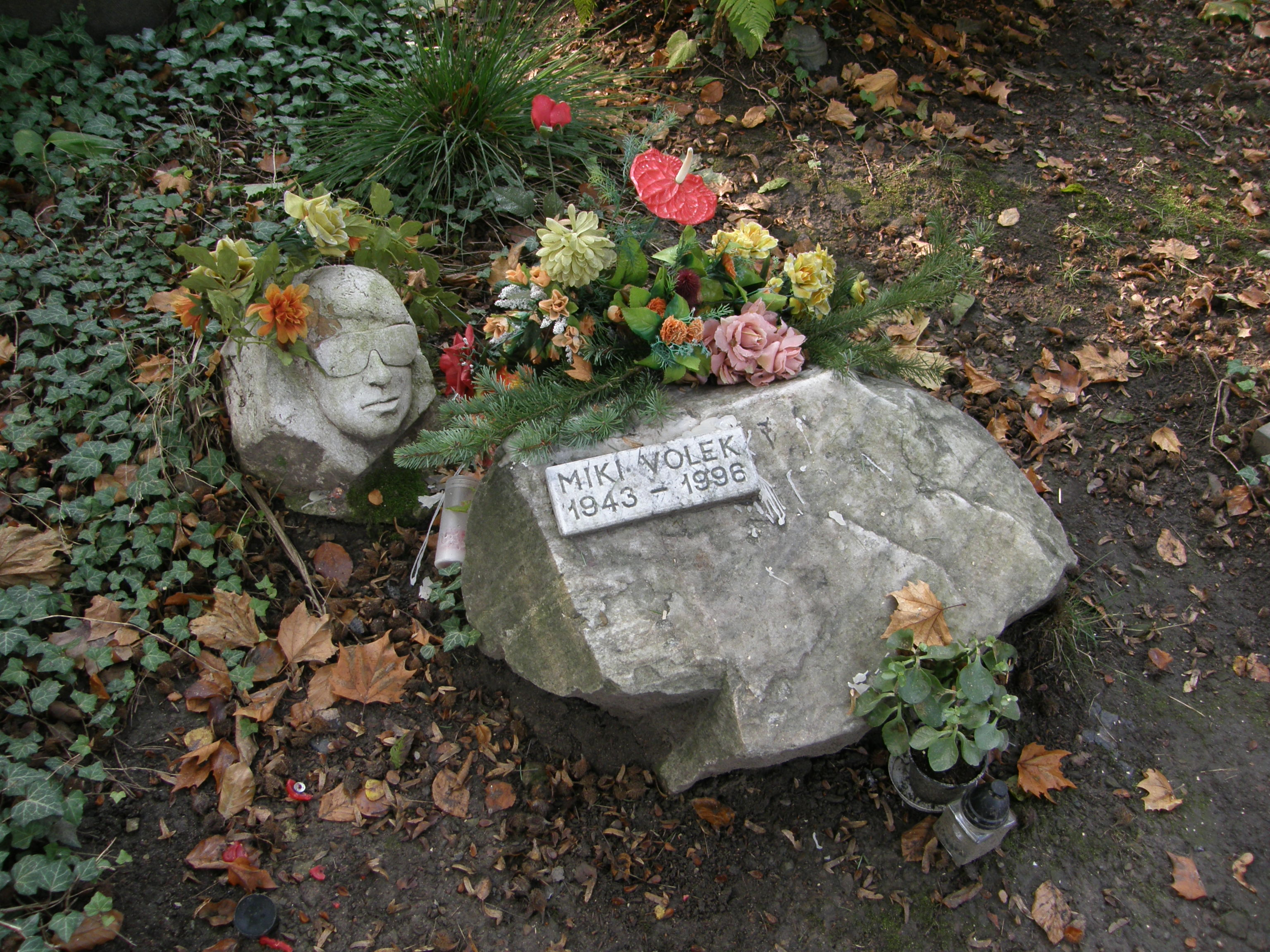
Hrob Mikiho Volka na Olšanských hřbitovech v Praze

Miki Volek zemřel začátkem srpna 1996 ve svém bytě v Praze 7 ve Veletržní ulici. Pravděpodobnou příčinou smrti bylo krvácení do jícnu jako následek dlouhodobého nadměrného požívání alkoholu. Jeho mrtvé tělo bylo nalezeno až 14. srpna. Jeho ostatky jsou uloženy v hrobě na Olšanském hřbitově.
Skupiny, se kterými vystupoval
- Crazy Boys (1960–1962) – sólová kytara, zpěv
- Olympic (1963–1966) – zpěv
- Old Stars (1966–1968)
- hostování u Country beat Jiřího Brabce (1965-1965)
- Mickey & Rock'n'roll All Stars
- Rogers Band
- Mickey & The Samuels (1968–1969) – zpěv, klávesy
- Transit (1974–1987)
- B Komplex (1979 – 1980/81) • The Arythmic Zizkow Orchestra (1993-1996)

## Diskografie
- singl „Smutný holič z Liverpoolu“ – Supraphon, 1966
- Miki Volek. Miki Volek? Miki Volek! – Panton, 1984
- Mickey Volek: Stará škola rock'n'rollu – Happy Music Production, 1997
- Miki Volek & Transit – The Complete Rock and Roll Collection – živé nahrávky z koncertů ve Strahovských klubech 1977-1979, Prag-Data, 1998
- Rock and roll ze Sonetu – kolekce archivních nahrávek Mikiho Volka s Crazy Boys, B Komplex a dalších interpretů – Prag-Data, 1999
- Miki Volek – Supraphon, 2008, edice Pop galerie